# Ángel Zamudio
Ángel Gustavo Zamudio Chváez, noto semplicemente come Ángel Zamudio (Callao, 21 aprile 1997), è un calciatore peruviano, portiere dello Sport Huancayo.

## Carriera

### Club
Cresciuto nelle giovanili dell'Unión Comercio, ha esordito in prima squadra il 13 maggio 2017 disputando l'incontro di Campeonato Descentralizado vinto 2-1 contro l'Alianza Atlético.

### Nazionale
Con la nazionale Under-20 peruviana ha preso parte al Sudamericano Under-20 2017.